# Кампбело (Шпанија)
Кампбело (шп. Campello) град је у Шпанији у аутономној заједници Валенсијанска Заједница у покрајини Аликанте. Према процени из 2017. у граду је живело 27 384 становника.

## Становништво
Према процени, у граду је 2017. живело 27 384 становника.
| 2017.  |
| ------ |
| 27.384 |